# أمبروز بالمر
أمبروز بالمر (بالإنجليزية: Ambrose Palmer)‏ (16 أكتوبر 1910 - 16 أكتوبر 1990) هو لاعب كرة قدم أسترالية وملاكم أسترالي.

## روابط خارجية
- أمبروز بالمر على موقع بوكس ريك (الإنجليزية) (registration required)
- أمبروز بالمر على موقع AustralianFootball.com (الإنجليزية)
- أمبروز بالمر على موقع AFLtables.com (الإنجليزية)
- أمبروز بالمر على موقع قاعة أستراليا للمشاهير الرياضية (الإنجليزية)